# Reliktmås
Reliktmås (Ichthyaetus relictus) är en medelstor måsfågel som häckar i några få kolonier från Kazakstan till Mongoliet.

## Utseende
Reliktmåsen är 44–45 cm lång med en kompakt kropp. Den är övervägande vit. På icke-häckande adulta fåglar är örontäckare och bakre delen av hjässan mörkfläckade. Vidare har den tydliga isolerade svarta markeringar innanför fjäderspetsarna på handpennorna och saknar vit framkant på vingen. Häckande fåglar har svart hätta, inklusive nacke, med gråbrun panna, och breda vita halvmåneformade markeringar bakom, under och över ögat. Benen är orange och näbben scharlakansröd.

## Läte
Lätena liknar de från svarthuvad mås, med korta trestaviga "kaw-kaw-kaw" på häckplats. Även hesare "arr" eller "arrriu" hörs, likt en skällande hund.

## Utbredning och habitat
Reliktmåsen är en flyttfågel som häckar från Kazakstan till Mongoliet. Den häckar i kolonier på öar i saltvattenssjöar. Det finns två häckningskolonier i östra Kazakstan, en i Ryssland och ett flertal i Mongoliet, där den största tills nyligen låg vid sjön Taolimiao-Alashan Nur på Ordosplatån i inre Mongoliet, och som omfattade upp till 3 000 par, men som nu är övergiven. Den största kolonin tros vara den vid sjön Honjian Nur i Kina som omfattar upp till 5 000 par. Häckningsframgångarna varierar mycket och häckningen misslyckas då vattnet torka bort eller vattenståndet är för högt. Om öarna blir överväxta, krymper för mycket eller blir så stora att de får kontakt med fastland överges häckningsplatsen. 
Dess övervintringsområden är dåligt kända men den uppträder då så långt som till östra Kinesiska sjön. Det finns även indikationer på att den övervintrar i inlandet i norra delen av platån Qinghai-Tibet i Kina. Antalen som uppträder vid häckningsplatser och övervintringslokaler varierar kraftigt beroende på väder.
Arten är en mycket sällsynt gäst i Europa, med endast två erkända fynd: en individ ringmärkt 1975 vid Alakolsjön i östra Kazakstan som påträffades 25 mars 1978 i Bulgarien och en observation vid floden Maly Uzen på gränsen mellan Ryssland och Kazakstan. Ytterligare ett fynd från Turkiet 1990, ett ben från en individ också ringmärkt vid Alakolsjön, har inte godkänts eftersom vare sig benet eller ringen finns kvar för verifikation.

## Systematik
Reliktmåsen beskrevs första gången 1931 av Einar Lönnberg utifrån ett enda specimen insamlat 24 april 1929 vid floden Dong He i västra Mongoliet. Han beskrev den som en östlig underart till svarthuvad mås och som sådan behandlades den fram till och med 1971 då den fick artstatus. Den första häckningskolonin hittades först 1967 i Barun-Torey sydost om Bajkalsjön men felidentifierades då som brunhuvad mås (Chroicocephalus brunnicephalus).

### Släktestillhörighet
Länge placerades merparten av måsarna och trutarna i släktet Larus. Genetiska studier visar dock att arterna i Larus inte är varandras närmaste släktingar. Pons m.fl. (2005) föreslog att Larus bryts upp i ett antal mindre släkten, varvid reliktmås placerades i Ichthyaetus. Amerikanska  American Ornithologists' Union (AOU) följde rekommendationerna i juli 2007. Brittiska British Ornithologists’s Union (BOU) liksom Sveriges ornitologiska förenings taxonomikommitté (SOF) valde dock initialt att behålla arterna urskilda i Ichthyaetus i Larus eftersom studier inte visar på några osteologiska skillnader släktena emellan. Efter att även de världsledande auktoriteterna Clements m.fl. och International Ornithological Congress IOC erkände Ichthyaetus följde även SOF (då under namnet BirdLife Sverige) efter 2017. BirdLife International inkluderar dock fortfarande Ichthyaetus i Larus.

## Status och hot
Populationen av reliktmås uppskattas till 12 000 men kan uppgå till cirka 20 000. Internationella naturvårdsunionen IUCN klassificerar den som sårbar (VU). Största hoten är skiftande vattennivåer vid häckningskolonierna och predation från exempelvis trutar. Störningar orsakade av människan har ökat populationens sårbarheten för dessa faktorer.